# Адальберт Бецценбергер
Адальберт Бецценбергер (нім. Adalbert Bezzenberger; 14 квітня 1851, Кассель — 31 жовтня 1922, Кенігсберг) — німецький філолог і археолог, викладач Геттінгенського і Кенігсберзького університетів. Вважається основоположником балтістики.

## Біографія
Син германіста Гайнріха Ерсте Бецценбергера. З 1859 по 1869 роки навчався в гімназії в Касселі. Під час навчання в Геттінгенському університеті під впливом Теодора Бенфея покинув заняття з германістики та історії та перейшов до порівняльно-історичного мовознавства. У 1872 році Бецценбергер захистив дисертацію з компаративістики. У 1873 році він переходить у Мюнхенський університет Людвіга-Максиміліана, де завдяки Мартіну Гауґу зацікавився індоєвропеїстикою.

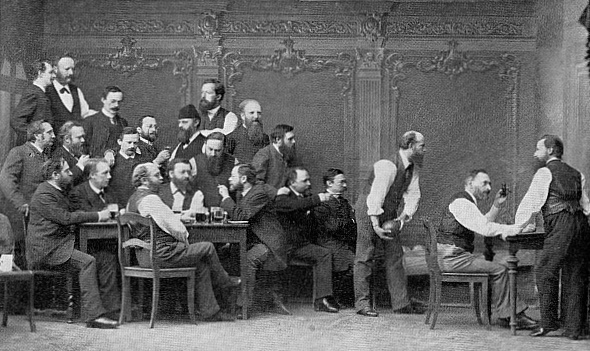
Бецценбергер під час гри в кеглі

У 1874 році захистив дисертацію в Геттінгені, став габілітованим доктором і отримав звання приват-доцента. У 1879 році Адальберт Бецценбергер став одним із засновників Литовського літературного товариства і ординарним професором і завідувачем катедри санскриту в Кенігсберзькому університеті. Тут він заклав основи балтістики і став займатися балтійською археологією. У 1884 році був обраний членом Геттінгенської академії наук .
У 1890—91 роках навчальному році Бецценбергер став проректором Кенігсбергзького університету, а в 1919—1920 і 1920—1921 навчальних роках був ректором цього університету.
У 1894 році був іменований членом-кореспондентом Російської академії наук .
На честь Бецценбергера була названа вулиця в Кенігсбергзі.

## Нагороди
- Заохочувальна премія фонду Боппа (1879)
- Орден Червоного орла 4 класу
- Орден Корони (Пруссія) 3 класу
- Орден Святої Анни 2 класу

## Праці
- Beiträge zu Geschichte der Litauischen Sprache. auf Grund litauischer Texte des 16. und 17. Jahrhunderts . Peppmüller Verlag, Göttingen 1877.
- Die Kurische Nehrung und ihre Bewohner Engelhorn, Stuttgart 1889 (Forschungen zur deutschen Landes- und Volkskunde; 3-4).
- Lettische Dialektstudien. Vandenhoeck & Ruprecht, Göttingen 1885.
- Litauische Forschungen. Beiträge zur Kenntniss der Sprache und des Volkstumes der Litauer . Peppmüller Verlag, Göttingen 1882.
- Sitzungsbericht der Altertumsgeschichte Prussia. 1892.
- Über der Sprache der Preußischen Letten. Vandenhoeck & Ruprecht, Göttingen 1888.